# Saison 1 de Following
Chronologie
Saison 2
Cet article présente les épisodes de la première saison de la série télévisée américaine Following (The Following).

## Généralités
- Aux États-Unis, la série est diffusée depuis le 21 janvier 2013 sur le réseau FOX[1].
- Au Canada, elle est diffusée en simultané sur le réseau CTV[2].
- En France, à partir du 28 janvier 2014 sur TF1 (en V. O. S. T. F. R.).
- En Belgique, à partir du 2 janvier 2014 sur La Une
- En Suisse, à partir du 25 novembre 2013 sur RTS Un
- Au Québec, à partir du 22 janvier 2014 sur V

## Synopsis
Joe Caroll, un tueur en série emprisonné à vie utilise les réseaux sociaux afin de créer un réseau de meurtriers alors qu'il est poursuivi par le FBI, qui s'est acquis les services d'un ancien agent qui l'avait arrêté dix ans plus tôt, Ryan Hardy. Ses crimes n'ont au début pas d'explication apparente en dehors de sa psychopathie, mais la suite de l'intrigue met en évidence la volonté de Caroll de créer une secte et de donner à ses crimes une bien plus grande échelle, sans qu'on sache réellement s'il a un but caché.
Caroll parsème tous ses crimes et ceux de ses adeptes de références à l'œuvre d'Edgar Allan Poe. Son réseau criminel semble illimité et il parait avoir recruté des adeptes dans les rangs même de la police. 
Au cours de la saison 1, il veut absolument récupérer son ex-femme, Claire, et son jeune fils, mais échoue dans la première tâche. Sa soif de vengeance à l'égard de l'ancien policier qui l'a arrêté est d'autant plus vive que celui-ci a eu une aventure avec Claire.
Les responsables successifs de l'enquête au FBI essayent à plusieurs reprises d'écarter Hardy, estimant qu'il est trop impliqué personnellement dans la traque de Caroll et de sa secte. Mais ils sont chaque fois obligés de l'y associer de nouveau car Hardy connait si bien Caroll qu'il est souvent - mais pas toujours - capable d'anticiper ses méfaits.

## Distribution

### Acteurs réguliers
- Kevin Bacon (VF : Philippe Vincent) : Ryan Hardy
- James Purefoy (VF : Bruno Magne) : Joe Carroll
- Natalie Zea (Margot Faure) : Claire Matthews
- Annie Parisse (VF : Marion Valantine) : Agent Debra Parker
- Shawn Ashmore (VF : Jean-Christophe Dollé) : Agent Mike Weston
- Valorie Curry (VF : Maïa Michaud) : Emma Hill/Denise Harris
- Nico Tortorella (VF : Joachim Salinger) : Jacob Wells/Will Wilson
- Adan Canto (VF : Stéphane Fourreau) : Paul Torres/Billy Thomas
- Kyle Catlett (VF : Jules Timmerman) : Joey Matthews

### Acteurs récurrents et invités
- Billy Brown (VF : Bruno Henry) : Agent Troy Riley
- Steve Monroe (VF : Jérôme Wiggins) : Jordy Raines
- Maggie Grace (VF : Julia Bouteville) : Dr Sarah Fuller
- Li Jun Li (VF : Jade Nguyen) : Megan Leeds (4 épisodes)
- Susan Misner (VF : Valérie Nosrée) : Jenny[3]
- Mike Colter (VF : Daniel Njo Lobé) : Nick Donovan[4]
- Warren Kole (VF : Rémi Bichet) : Roderick[5]
- Jeananne Goossen (VF : Olivia Nicosia) : Agent Jennifer Mason (épisode 1)
- Michael Roark (de) : Détective Warren (épisode 1)
- Marin Ireland : Amanda (épisode 9)[6]
- David Zayas : Tyson (épisode 10)[7]

## Épisodes

### Épisode 1:Prologue
- États-Unis /  Canada : 21 janvier 2013 sur FOX[1] / CTV et CTV Two
- Suisse : 25 novembre 2013 sur RTS Un
- Belgique : 2 janvier 2014 sur La Une[8]
- Québec : 22 janvier 2014 sur V
- France : 28 janvier 2014 sur TF1 [9]

- États-Unis : 10,42 millions de téléspectateurs[10] (première diffusion)
- Canada : 1,68 million de téléspectateurs[11],[12] (première diffusion)
- France : 1,70 million de téléspectateurs[13] (première diffusion)

- Maggie Grace (Sarah Fuller)
- John Lafayette (Captain Turner)

### Épisode 2:Le Diable dans le beffroi
- États-Unis /  Canada : 28 janvier 2013 sur FOX / CTV
- Suisse : 25 novembre 2013 sur RTS Un
- Belgique : 2 janvier 2014 sur La Une
- France : 28 janvier 2014 sur TF1
- Québec : 29 janvier 2014 sur V

- États-Unis : 10,1 millions de téléspectateurs[14] (première diffusion)
- Canada : 1,521 million de téléspectateurs[15] (première diffusion)
- France : 1,10 million de téléspectateurs[13] (première diffusion)

- Steve Monroe (Jordy Raines)
- Kate Hodge (Sharon Cooper)
- Chinasa Ogbuagu (Agent Mitchell)
- Billy Brown (Agent Riley)

### Épisode 3:Le Palais hanté
- États-Unis /  Canada : 4 février 2013 sur FOX / CTV
- Suisse : 2 décembre 2013 sur RTS Un
- Belgique : 9 janvier 2014 sur La Une
- France : 4 février 2014 sur TF1
- Québec : 5 février 2014 sur V

- États-Unis : 9,01 millions de téléspectateurs [16] (première diffusion)
- Canada : 1,37 million de téléspectateurs[17] (première diffusion)
- France : 1,60 million de téléspectateurs[18] (première diffusion)

- Virginia Kull (Maggie Kester)
- Li Jun Li (Megan)
- Billy Brown (Agent Riley)
- Steve Monroe (Jordy Raines)
- Michael Drayer (Rick Kester)

### Épisode 4:Le Cœur révélateur
- États-Unis /  Canada : 11 février 2013 sur FOX / CTV
- Suisse : 2 décembre 2013 sur RTS Un
- Belgique : 9 janvier 2014 sur La Une
- France : 4 février 2014 sur TF1
- Québec : 12 février 2014 sur V

- États-Unis : 7,79 millions de téléspectateurs[19] (première diffusion)
- Canada : 1,328 million de téléspectateurs[20] (première diffusion)
- France : 880 000 téléspectateurs[18] (première diffusion)

- Virginia Kull (Maggie Kester)
- Susan Misner (Jenny)
- Chinisa Ogbuagu (Agent Mitchell)
- Michael Drayer (Rick Kester)
- Li Jun Li (Megan)

### Épisode 5:La Vallée de l'angoisse
- États-Unis /  Canada : 18 février 2013 sur FOX / CTV
- Suisse : 9 décembre 2013 sur RTS Un
- Belgique : 16 janvier 2014 sur La Une
- France : 11 février 2014 sur TF1
- Québec : 19 février 2014 sur V

- États-Unis : 8,39 millions de téléspectateurs[21] (première diffusion)
- Canada : 1,426 million de téléspectateurs[22] (première diffusion)
- France : 1,54 million de téléspectateurs[23] (première diffusion)

- John Lafayette (Marshall Turner)
- Renee Elise Goldsberry (Olivia Warren)
- Li Jun Li (Megan Leeds)
- Josh Segarra (Hank Flynn)
- Tom Lipinski (Charlie Mead)

### Épisode 6:Ne pariez jamais votre tête au diable
- États-Unis /  Canada : 25 février 2013 sur FOX / CTV
- Suisse : 9 décembre 2013 sur RTS Un
- Belgique : 16 janvier 2014 sur La Une
- France : 11 février 2014 sur TF1
- Québec : 26 février 2014 sur V

- États-Unis : 8,58 millions de téléspectateurs[24] (première diffusion)
- Canada : 1,404 million de téléspectateurs[25] (première diffusion)
- France : 1,07 million de téléspectateurs[23] (première diffusion)

- Renee Elise Goldsberry (Olivia Warren)
- Tom Lipinski (Charlie Mead)
- Li Jun Li (Megan Leeds)

### Épisode 7:Laissez-Moi Passer
- États-Unis /  Canada : 4 mars 2013 sur FOX / CTV
- Suisse : 16 décembre 2013 sur RTS Un
- Belgique : 23 janvier 2014 sur La Une
- France : 18 février 2014 sur TF1
- Québec : 5 mars 2014 sur V

- États-Unis : 8,81 millions de téléspectateurs[26](première diffusion)
- Canada : 1,155 million de téléspectateurs[27](première diffusion)
- France : 1,60 million de téléspectateurs[28] (première diffusion)

- Chinasa Ogbuagu (Agent Deidre Mitchell)
- Renee Elise Goldsberry (Olivia Warren)
- Jacinto Tara Riddick (Bo)
- Audrey Esparza (Dana Montero)
- Tom Lipinski (Charlie Mead)
- Arian Moayed (David)
- Tom Degnan (Marshall Ferguson)
- Annika Boras (Louise)

### Épisode 8:Bienvenue à la maison
- États-Unis /  Canada : 11 mars 2013 sur FOX / CTV
- Suisse : 16 décembre 2013 sur RTS Un
- Belgique : 23 janvier 2014 sur La Une
- France : 18 février 2014 sur TF1
- Québec : 12 mars 2014 sur V

- États-Unis : 8,15 millions de téléspectateurs[29](première diffusion)
- Canada : 1,448 million de téléspectateurs[30](première diffusion)
- France : 1,10 million de téléspectateurs[28](première diffusion)

- Chinasa Ogbuagu (Agent Deidre Mitchell)
- Mike Colter (Nick)
- Warren Kole (Roderick)
- Tom Lipinski (Charlie Mead)
- Annika Boras (Louise)
- Arian Moayed (David)

### Épisode 9:Lettre d'amour à Claire
- États-Unis /  Canada : 18 mars 2013 sur FOX / CTV
- Suisse : 6 janvier 2014 sur RTS Un
- Belgique : 30 janvier 2014 sur La Une
- France : 25 février 2014 sur TF1
- Québec : 19 mars 2014 sur V

- États-Unis : 7,34 millions de téléspectateurs[31](première diffusion)
- Canada : 1,847 million de téléspectateurs[32](première diffusion)
- France : 1,70 million de téléspectateurs[33] (première diffusion)

- Mike Colter (Agent Nick Donovan)
- Chinasa Ogbuagu (Agent Diedre Mitchell)
- Warren Kole (Roderick)
- Marin Ireland (Amanda Porter)
- Annika Boras (Louise)
- Amy Hargreaves (DeeDee)

### Épisode 10:Culpabilité
- États-Unis /  Canada : 25 mars 2013 sur FOX / CTV
- Suisse : 6 janvier 2014 sur RTS Un
- Belgique : 30 janvier 2014 sur La Une
- France : 25 février 2014 sur TF1
- Québec : 26 mars 2014 sur V

- États-Unis : 6,66 millions de téléspectateurs[34](première diffusion)
- Canada : 1,103 million de téléspectateurs[35](première diffusion)
- France : 1,06 million de téléspectateurs[33] (première diffusion)

- Mike Colter (Agent Nick Donovan)
- Chinasa Ogbuagu (Agent Diedre Mitchell)
- Warren Kole (Roderick)
- Christopher Denham (Vince)
- Tom Pelphrey (Brock)
- David Zayas (Tyson)

### Épisode 11:L'Ange du bizarre
- États-Unis /  Canada : 1er avril 2013 sur FOX / CTV
- Suisse : 13 janvier 2014 sur RTS Un
- Belgique : 6 février 2014 sur La Une
- France : 4 mars 2014 sur TF1
- Québec : 2 avril 2014 sur V

- États-Unis : 6,57 millions de téléspectateurs[36](première diffusion)
- Canada : 1,257 million de téléspectateurs[37](première diffusion)
- France : 1,54 million de téléspectateurs[38] (première diffusion)

- Warren Kole (Roderick)
- Christopher Denham (Vince)
- Jennifer Ferrin (Molly)
- Afton Williamson (Kate)
- John Lafayette (Marshall Turner)
- Chinasa Ogbuagu (Agent Diedre Mitchell)

### Épisode 12:La Malédiction
- États-Unis /  Canada : 8 avril 2013 sur FOX / CTV
- Suisse : 13 janvier 2014 sur RTS Un
- Belgique : 6 février 2014 sur La Une
- France : 4 mars 2014 sur TF1
- Québec : 9 avril 2014 sur V

- États-Unis : 6,3 millions de téléspectateurs[39](première diffusion)
- Canada : 1,27 million de téléspectateurs[40](première diffusion)
- France : 940 000 téléspectateurs[38] (première diffusion)

- Warren Kole (Roderick)
- Christopher Denham (Vince)
- Jennifer Ferrin (Molly)
- Robert Bogue (Daniel Monroe)
- Chinasa Ogbuagu (Agent Diedre Mitchell)

### Épisode 13:La Chute de la maison Carroll
- États-Unis /  Canada : 15 avril 2013 sur FOX / CTV
- Suisse : 20 janvier 2014 sur RTS Un
- Belgique : 13 février 2014 sur La Une
- France : 11 mars 2014 sur TF1
- Québec : 16 avril 2014 sur V

- États-Unis : 6,36 millions de téléspectateurs[41](première diffusion)
- Canada : 1,339 million de téléspectateurs[42](première diffusion)
- France : 1,6 million de téléspectateurs[43] (première diffusion)

- Warren Kole (Roderick)
- Mike Colter (Agent Nick Donovan)
- Mandy Siegfried (Betty Vincent)
- Chinasa Ogbuagu (Agent Diedre Mitchell)

### Épisode 14:Le Masque de la mort rouge
- États-Unis /  Canada : 22 avril 2013 sur FOX / CTV
- Suisse : 20 janvier 2014 sur RTS Un
- Belgique : 13 février 2014 sur La Une
- France : 11 mars 2014 sur TF1
- Québec : 23 avril 2014 sur V

- États-Unis : 7,04 millions de téléspectateurs[44](première diffusion)
- Canada : 1,186 million de téléspectateurs[45](première diffusion)
- France : 1,1 million de téléspectateurs[43] (première diffusion)

- John Lafayette (Capitaine Turner)
- Jennifer Ferrin (Molly)
- Joanna Rhinehart (Vicky Gray)
- Kelly AuCoin (Phil Gray)
- Meredith Hagner (en) (Aimee)
- Charlie Semine (Alex)
- Chinasa Ogbuagu (Agent Diedre Mitchell)

### Épisode 15:Le Phare
- États-Unis /  Canada : 29 avril 2013 sur FOX[46] / CTV
- Suisse : 27 janvier 2014 sur RTS Un
- Belgique : 20 février 2014 sur La Une
- France : 11 mars 2014 sur TF1
- Québec : 30 avril 2014 sur V

- États-Unis : 7,82 millions de téléspectateurs[47](première diffusion)
- Canada : 1,362 million de téléspectateurs[48](première diffusion)
- France : 820 000 téléspectateurs[43] (première diffusion)

- John Lafayette (Captain Turner)
- Chinasa Ogbuagu (Agent Diedre Mitchell)
- Charlie Semine (Alex)

## Audiences aux États-Unis
| N° d'épisode | Titre original      | Titre français                          | Chaîne | Date de diffusion originale | Audience (en millions de téléspectateurs) | Pdm sur les 18-49 ans |
| ------------ | ------------------- | --------------------------------------- | ------ | --------------------------- | ----------------------------------------- | --------------------- |
| 1            | "Pilot"             | "Prologue"                              | FOX    | 21 janvier 2013             | 10.42                                     | 3.2/8                 |
| 2            | "Chapter Two"       | "Le diable dans le beffroi"             | FOX    | 28 janvier 2013             | 10.10                                     | 3.3/8                 |
| 3            | "The Poet's Fire"   | "Jamais plus"                           | FOX    | 4 février 2013              | 9.01                                      | 2.9/7                 |
| 4            | "Mad Love"          | "Amour fou"                             | FOX    | 11 février 2013             | 7.79                                      | 2.4/6                 |
| 5            | "The Siege"         | "Le siège"                              | FOX    | 18 février 2013             | 8.39                                      | 2.9/7                 |
| 6            | "The Fall"          | "Ne pariez jamais votre tête au diable" | FOX    | 25 février 2013             | 8.58                                      | 2.8/7                 |
| 7            | "Let Me Go"         | "Le rendez-vous"                        | FOX    | 4 mars 2013                 | 8.81                                      | 2.8/7                 |
| 8            | "Welcome Home"      | "Le démon de la perversité"             | FOX    | 11 mars 2013                | 8.15                                      | 2.7/7                 |
| 9            | "Love Hurts"        | "Lettre d'amour à Claire"               | FOX    | 18 mars 2013                | 7.34                                      | 2.5/6                 |
| 10           | "Guilt"             | "Le corbeau"                            | FOX    | 25 mars 2013                | 6.66                                      | 2.3/6                 |
| 11           | "Whips and Regret"  | "L'ange du bizarre"                     | FOX    | 1er avril 2013              | 6.57                                      | 2.2/6                 |
| 12           | "The Curse"         | "La malédiction"                        | FOX    | 8 avril 2013                | 6.30                                      | 2.2/5                 |
| 13           | "Havenport"         | "La Chute de la maison Carroll"         | FOX    | 15 avril 2013               | 6.36                                      | 2.1/5                 |
| 14           | "The End is Near"   | "Le Masque de la mort rouge"            | FOX    | 22 avril 2013               | 7.04                                      | 2.4/6                 |
| 15           | "The Final Chapter" | "Le phare"                              | FOX    | 29 avril 2013               | 7.82                                      | 2.7/6                 |